# أنتوني ميرشانت
أنتوني ميرشانت هو سياسي كندي، ولد في 1944 في يوركتن في كندا. نشط حزبياً في الحزب الليبرالي الكندي. وقد انتخب عضو المجلس التشريعي في ساسكاتشوان ‏.